# Polymixia nobilis
Polymixia nobilis là một loài cá râu. Loài này có thể phát triển chiều dài lên đến 30 cm (12 in). Môi trường sống của nó là trong vùng đáy.

## Phân bố
- Đông Đại Tây Dương: Azores, Madeira, quần đảo Canary, quần đảo Cape Verde và St. Helena.[3]
- Tây Đại Tây Dương: Tây Ấn, Saba Bank, quần đảo Leeward, ngoài khơi phía bắc Cuba và phía tây Bahamas. Cũng báo cáo là có tại vùng duyên hải miền bắc Nam Mỹ.[3]

Môi trường sống là biển, ở độ sâu 100 tới 770 m.